# Gemischter Chor Bassum von 1881
Der Gemischte Chor Bassum von 1881 ist ein Gesangverein in der niedersächsischen Stadt Bassum. Er gehört zur Kreisgruppe Klosterbach-Delme im Kreis-Chorverband Diepholz. Der Gesangverein ist Mitglied im Chorverband Niedersachsen-Bremen, der wiederum unter dem Dach des Deutschen Chorverbandes fungiert.
Das Repertoire des gemischten Chores umfasst vor allem 3- und 4-stimmige Chorsätze in deutscher Sprache. Chorleiterin seit 2004 ist Daniela Predescu.

## Geschichte
Gegründet wurde der Chor im Jahr 1881. Während des Zweiten Weltkrieges war der Chor fast ein reiner Frauenchor. Am Ende des Krieges ruhte die Vereinstätigkeit ganz. Im Jahr 1949 erfolgte der Neubeginn mit über 60 aktiven Sängerinnen und Sängern. Im Jahr 1981 konnte der Chor sein 100-jähriges Bestehen feiern. 1982 erfolgte anlässlich des 100-jährigen Bestehens die Verleihung der „Zelter-Plakette“ (benannt nach Carl Friedrich Zelter (1758–1832) – Gründer der ersten Liedertafel und Direktor der Sing-Akademie zu Berlin) durch Oberkreisdirektor Heise. Im Jahr 2006 konnte der Chor sein 125-jähriges Bestehen feiern. Heute tritt er unter dem Namen Gemischter Chor Bassum von 1881 auf.

## Auftritte im Jahr 2014
- 2. Juli: Mitwirkung beim Open-Air-Konzert in Bassum an der Freudenburg
- 13. Juli: Mitwirkung beim Konzert der Kreisgruppe Klosterbach-Delme in Bassum in der Stiftskirche
- 10. Oktober: zusammen mit den "School House Seven" beim Jubiläumskonzert "Bassum singt und jazzt" in Bassum in der Stiftskirche (doppeltes Jubiläum: Daniela Predescu ist seit 10 Jahren Chorleiterin des Gemischten Chores / Die Bassumer Jazzband "School House Seven" existiert 10 Jahre)
- 29. November: Mitwirkung beim "Adventskonzert der Bassumer Chöre" in Bassum in der Stiftskirche

## Weitere Aktivitäten
Der Chor singt alljährlich im Rahmen einer städtischen Seniorenfeier (im Dezember) für Senioren der Stadt Bassum. Er nimmt auch regelmäßig an regionalen Chortreffen teil. Darüber hinaus wird die Geselligkeit gepflegt. Dazu gehören seit vielen Jahren ein Tages-Ausflug mit Besichtigungsprogramm, ein Grillabend vor der Sommerpause und eine Weihnachtsfeier im Dezember.

### Chorleiter
- 1881: Kantor Bredehöft
- Kantor Lienhop
- 1910: Lehrer Karl Lienhop, Sohn von Kantor Lienhop
- 1911: Robert Koch († 1958)
- 1959: Erich Staedler
- 1987–1988: Almuth Stephan
- 1990: Helga Verwold
- 1991: Gudrun Billmann
- September 2004 bis Februar 2025: Daniela Predescu[2][3][4]

## Vorstand im Jahr 2017
- 1. Vorsitzender und Pressesprecher: Heribert Guth
- 2. Vorsitzender: Alfred Uhlenwinkel
- Schatzmeisterin: Heidemarie Penner
- Schriftführerin: Eileen Weiss[5]

## Dokumentationen
- Gemischter Chor Bassum von 1881. 1.1. bis 31.12.2014. Dokumentation. Zusammenstellung/Redaktion: Heinz-Hermann Böttcher. Stand: 15. Dezember 2014